# Джон Д. Ф. Блэк
Джон Дональд Фрэнсис Блэк (англ. John Donald Francis Black) (30 декабря 1932 — 29 ноября 2018) — американский сценарист, телепродюсер и телережиссёр. Наиболее известен своей работой в телесериале «Звёздный путь: Оригинальный сериал» в 1966 году и его сиквел-сериале, «Звёздный путь: Следующее поколение» в 1980-х годах.

## Карьера
Блэк был ассоциированным продюсером десяти эпизодов телесериала «Звёздный путь», снятых в течение первого сезона программы, все из которых транслировались с 8 сентября 1966 года по 15 декабря 1966 года. Блэк также написал телесценарий и был ассоциированным продюсером одного из выдающихся ранних эпизодов «Звёздного пути» — «Время обнажиться» за который он получил номинацию на премию «Хьюго» за лучшую постановку вместе с режиссёром эпизода Марком Дэниелсом. В течение 1980-х годов Блэку также дали повод для указания как автора сюжета в сиквеле «Голая действительность» в сиквел-сериале «Звёздный путь: Следующее поколение». Блэк также получил совместное указание в написании сюжета (вместе с Уорли Торном, написавшим телесценарий) ещё в одном эпизоде этого сериала, «Справедливость», под своим псевдонимом «Ральф Уиллс» (англ. Ralph Wills).
Блэк также писал для многих других телесериалов, включая «Шоу Мэри Тайлер Мур», «Ангелы Чарли», «Гавайи 5-O», «Беглец», «Миссия невыполнима», и «Менникс».
В работе над фильмами Блэк стал сосценаристом экранизации «Шафт» (1971) вместе со своим соавтором Эрнестом Тайдименом, написавшим оригинальный роман «Шафт». Блэк также был сценаристом и исполнительным продюсером детективного фильма «Человек - проблема» (1972), в котором снялся Роберт Хукс.

## Фильмография

### Кино
| Год  | Фильм                                  | Работа                             | Заметки                                                                              |
| ---- | -------------------------------------- | ---------------------------------- | ------------------------------------------------------------------------------------ |
| 1957 | Неземное                               | Сценарист                          | Указан как Джеффри Деннис                                                            |
| 1967 | Перестрелка в Абилене                  | Сценарист                          | Co-сценарист с Берни Гилером, Автор сюжета Кларенс Апсон Янг                         |
| 1968 | Никто не идеален                       | Сценарист                          |                                                                                      |
| 1968 | Три ствола в Техасе                    | Сценарист                          |                                                                                      |
| 1971 | Шафт                                   | Сценарист                          | Co-сценарист с Эрнестом Тайдименом                                                   |
| 1971 | Вор                                    | Сценарист                          | Телефильм                                                                            |
| 1971 | Не складывать, вытягивать или искажать | Сценарист                          | Телефильм                                                                            |
| 1972 | Методы доктора Кэри                    | Сценарист                          | Указан как Джеймс П. Боннер, Co-сценарист с Харриет Фрэнк младшей и Ирвингом Рэвечем |
| 1972 | Человек - проблема                     | Сценарист, Исполнительный продюсер |                                                                                      |
| 1974 | Чудо-женщина                           | Сценарист, Исполнительный продюсер |                                                                                      |
| 1975 | Тень на улицах                         | Сценарист, Продюсер                |                                                                                      |
| 1978 | Мастер клонов                          | Сценарист, Продюсер                |                                                                                      |

### Телевидение
| Год     | Телесериал                         | Работа                              | Заметки     |
| ------- | ---------------------------------- | ----------------------------------- | ----------- |
| 1959    | Джонни Стаккато                    | Сценарист                           |             |
| 1961-62 | Сёрфсайд 6                         | Сценарист                           | 2 Эпизода   |
| 1961-62 | Судебный исполнитель               | Сценарист                           | 9 Эпизодов  |
| 1962    | Есть оружие – будут путешествия    | Сценарист                           | 1 Эпизод    |
| 1962-63 | Неприкасаемые                      | Сценарист                           | 3 Эпизода   |
| 1963    | В бою                              | Сценарист                           | 1 Эпизод    |
| 1963    | Беглец                             | Сценарист                           | 1 Эпизод    |
| 1963    | Одиннадцатый час                   | Сценарист                           | 1 Эпизод    |
| 1963    | Театр создателей саспенса          | Сценарист                           | 1 Эпизод    |
| 1963-70 | Виргинец                           | Сценарист                           | 2 Эпизода   |
| 1964-65 | Мистер Новак                       | Сценарист                           | 6 Эпизодов  |
| 1965-66 | Ларедо                             | Сценарист                           | 7 Эпизодов  |
| 1966    | Звёздный путь                      | Сценарист, Ассоциированный продюсер |             |
| 1966    | Бежать от твоей жизни              | Сценарист                           | 1 Эпизод    |
| 1967    | Симмарон Стрип                     | Сценарист                           | 1 Эпизод    |
| 1968-69 | ФБР                                | Сценарист                           | 3 Эпизода   |
| 1968-71 | Миссия невыполнима                 | Сценарист                           | 3 Эпизода   |
| 1968-72 | Гавайи 5-O                         | Сценарист                           | 10 Эпизодов |
| 1969    | Высокий кустарник                  | Сценарист                           | 1 Эпизод    |
| 1970    | Шоу Мэри Тайлер Мур                | Сценарист                           | 1 Эпизод    |
| 1970-71 | Комната 222                        | Сценарист                           | 6 Эпизодов  |
| 1971    | Менникс                            | Сценарист                           | 1 Эпизод    |
| 1971    | Шоу Билла Косби                    | Сценарист                           | 1 Эпизод    |
| 1973-76 | Улицы Сан-Франциско                | Сценарист                           | 3 Эпизода   |
| 1977    | Дельвеккио                         | Сценарист                           | 1 Эпизод    |
| 1977    | Человек из Атлантиды               | Сценарист                           | 1 Эпизод    |
| 1977    | Разыскиваемый                      | Сценарист                           | 1 Эпизод    |
| 1977    | Ангелы Чарли                       | Сценарист, Режиссёр                 |             |
| 1985    | Адский город                       | Сценарист                           | 1 Эпизод    |
| 1987    | Звёздный путь: Следующее поколение | Сценарист                           | 2 Эпизода   |
| 1987    | Она написала убийство              | Сценарист                           | 1 Эпизод    |
| 2015    | Звёздный путь продолжается         | Консультант по сценарию             | 1 Эпизод    |

## Награды и номинации
В 1972 году Блэк получил премию Эдгара Аллана По от Гильдии сценаристов США в категории «Лучший телесценарий для телевизионного полнометражного сериала или мини-сериала» за написание сценария для телефильма «Вор» а также номинацию на премию «Хьюго» за лучшую постановку за эпизод «Звёздного пути» «Время обнажиться».

## Смерть
По словам вдовы Джона Д. Ф. Блэка Мэри Блэк, он мирно скончался от естественной причины в Motion Picture Hospital в Вудленд-Хиллз, Калифорния.